# Jakobsweg Weinviertel

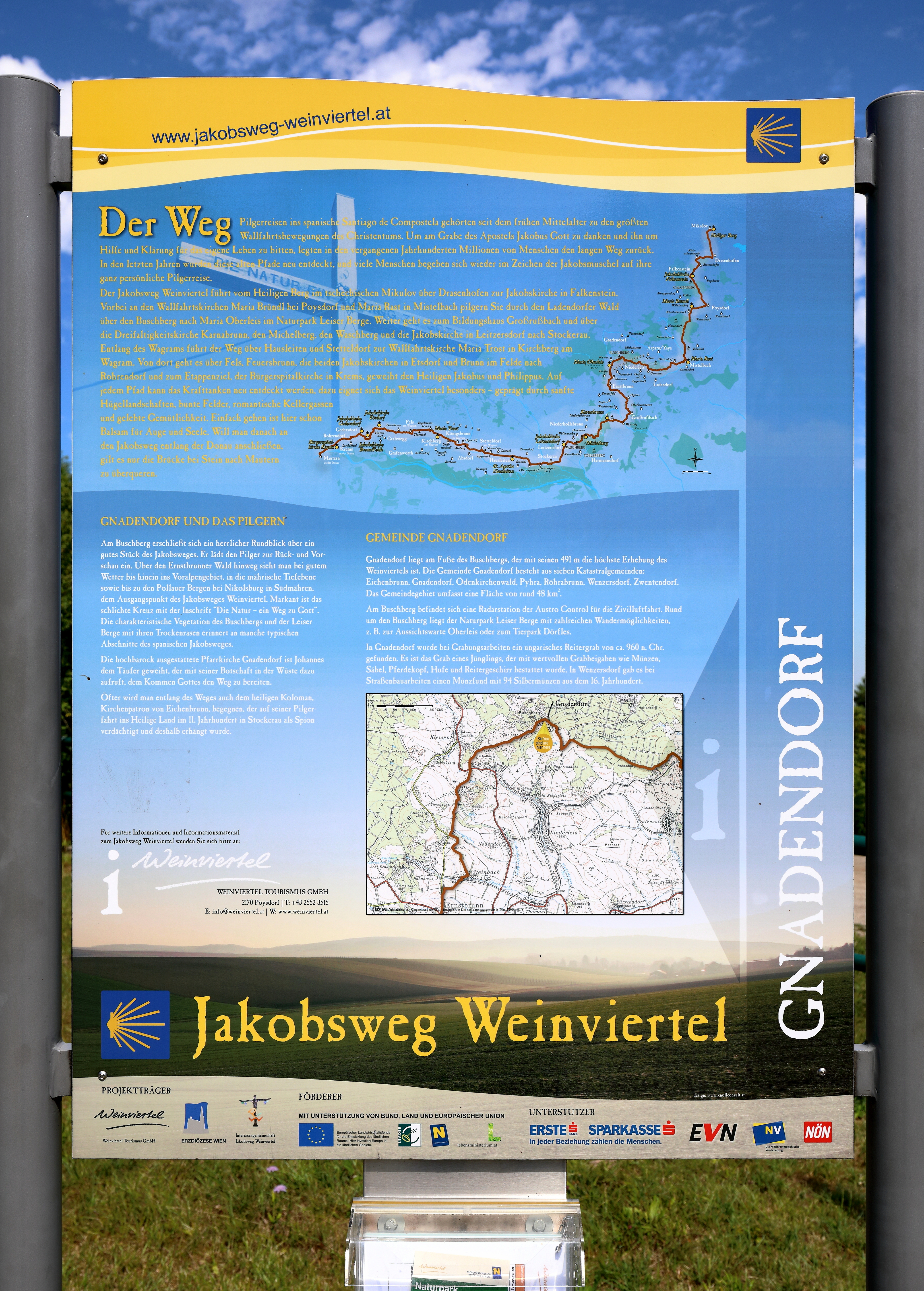
Infotafel bezüglich Jakobsweg Weinviertel (lesbar)

Der Jakobsweg Weinviertel ist der seit 2010 beschilderte, 152 Kilometer lange Weinviertler Ast, der von Drasenhofen im nordöstlichen Niederösterreich bis nach Krems an der Donau verläuft. Er ist Teil des österreichischen Jakobswegenetzes.
Er bildet als österreichisch-tschechischer Fernwanderweg die Verbindung von Mikulov in Mähren und Mautern an der Donau in Niederösterreich. Der Weg ist eine Teilstrecke der aus Nord- und Osteuropa Richtung Rom verlaufenden Via Francigena bzw. der von Brünn nach Wien beziehungsweise Krems und Mautern an der Donau führenden Via Slavica.
Der Jakobsweg verläuft in der mährischen Region Jihomoravský kraj und in den drei niederösterreichischen Vierteln Wein-, Wald- sowie Mostviertel, wobei der Weg durch eine mährische, 22 Weinviertler, drei Waldviertler und eine Mostviertler Gemeinde führt. Die betreffenden Gemeinden, Marktgemeinden und Städte befinden sich im Okres Břeclav (1) und in den Bezirken Mistelbach (8), Korneuburg (8), Tulln (5), Krems-Land (4) und Krems-Stadt (1). In 39 Kirchen entlang des Weinviertler Jakobsweges kann ein Pilgerstempel abgeholt werden (es liegt keine vollständige Liste der Stempelstellen auf), darunter befinden sich die Jakobskirchen in Falkenstein, Leitzersdorf, Etsdorf, Brunn im Felde, Gedersdorf sowie die Bürgerspitalkirche in Krems.
Von Drasenhofen bis Großrußbach folgt der Weinviertler Jakobsweg annähernd dem Weinviertelweg 632, der in diesem Abschnitt von der Naturfreunde Ortsgruppe Mistelbach und der Sektion Weitwanderer des Alpenvereins betreut wird. Danach folgen Betreuungsstücke des Berg- und Wandervereines Wienerland und erneut des Alpenvereins. In Mautern schließt der Weinviertler Jakobsweg an den Jakobsweg Österreich (Teilabschnitt Jakobsweg Göttweig–Melk) an.
Der Weinviertler Jakobsweg berührt u. a. folgende Landschaften: Kamptal, Leiser Berge mit dem Buschberg, Rohrwald, Tullnerfeld, Wagram und Wachau. Die meisten Erhebungen auf dem Weg gehören geologisch zur Waschbergzone, einem der niederösterreichischen Natura 2000-Schutzgebiete (FFH).

## Beschreibung

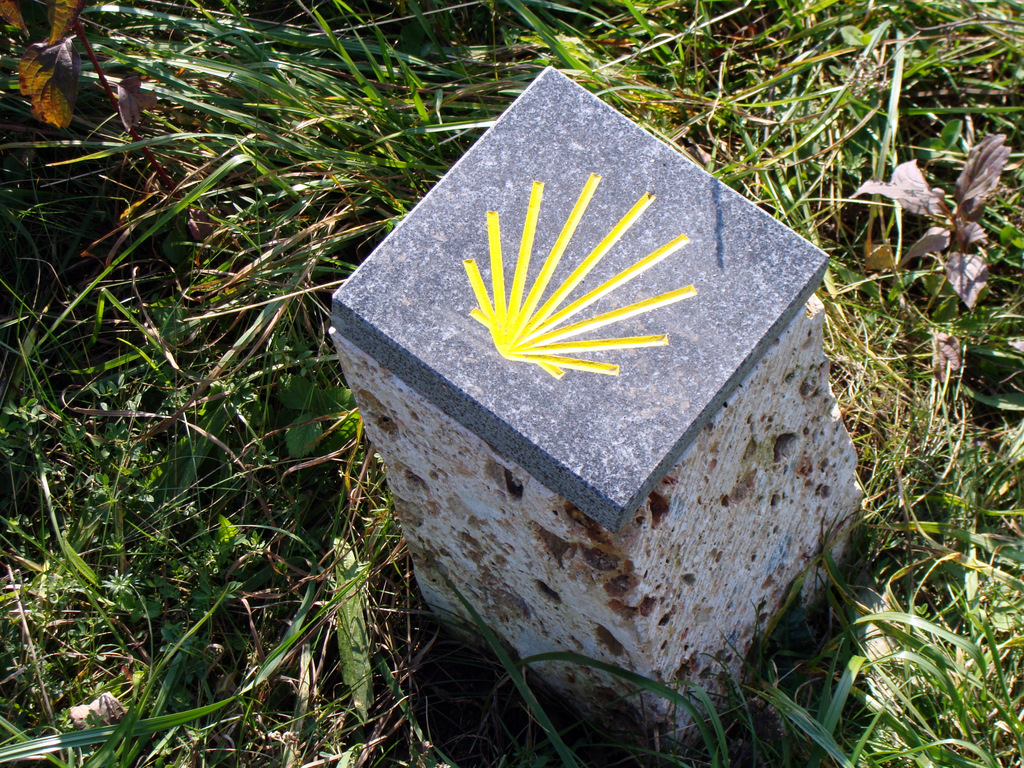
Wegstein auf dem Jakobsweg Weinviertel

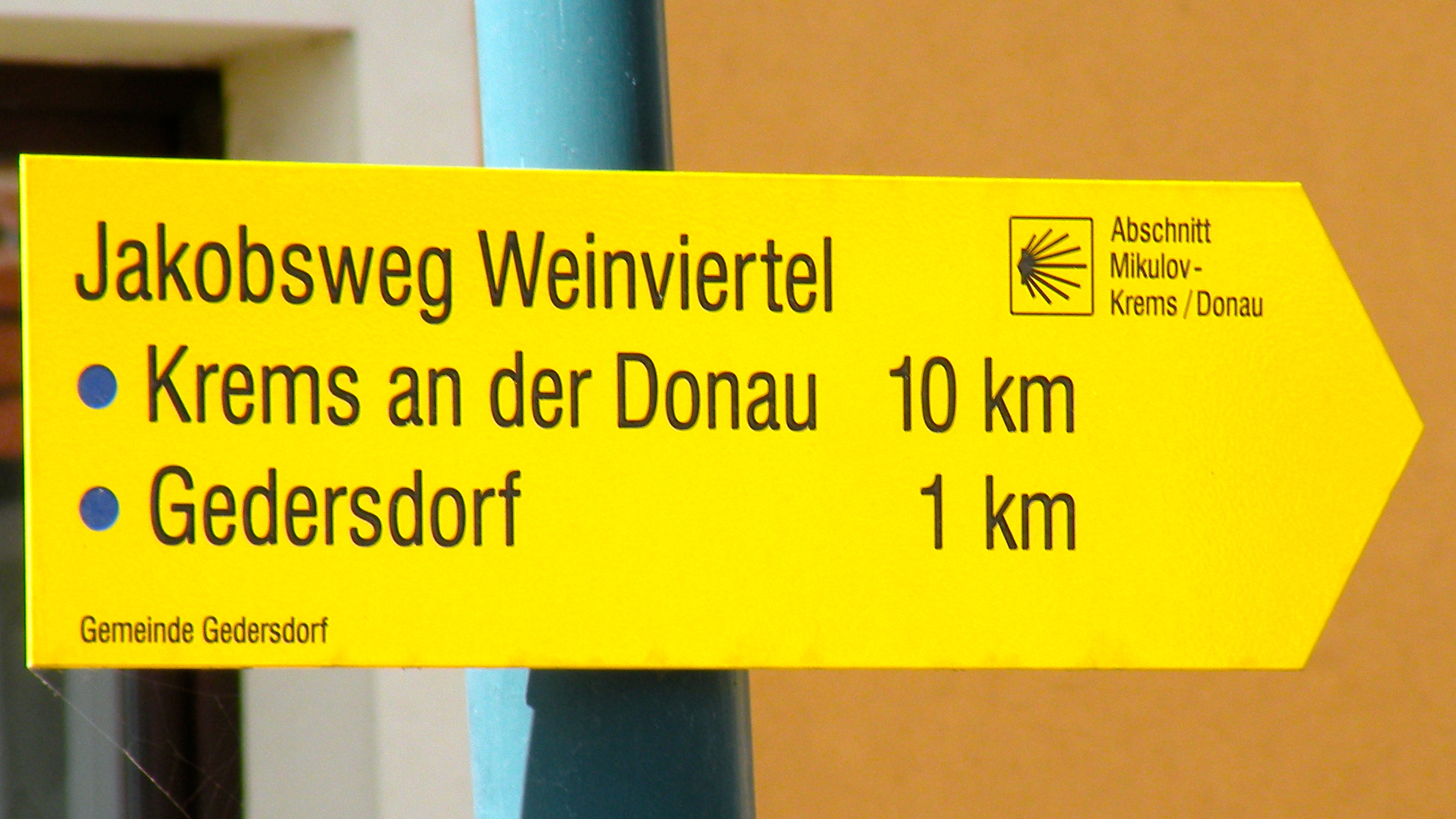
Wegweiser des Weinviertler Jakobsweges

Das Gemeinschaftsprojekt von Erzdiözese Wien, Interessengemeinschaft Jakobsweg Weinviertel und Weinviertel Tourismus GmbH wurde mit Hilfe privater und öffentlicher Gelder 2007 bis 2010 ausgearbeitet und mit unterschiedlich großen Hinweisschildern, kleinen Tafeln und Muschelbandarolen markiert, jedoch nicht durchgehend nach den Richtlinien des Nö. Wanderwegkonzepts farbmarkiert.
Im Rahmen einer klassen- und fächerübergreifenden Projektarbeit an der Landesberufschule Schrems wurden in Zusammenarbeit mit der Niederösterreichischen Innung der Steinmetzen aus Sandstein, Kalkstein, Granit, Marmor und Konglomerat Markierungssteine für den Jakobsweg Weinviertel geschaffen, wobei in jeder der Jakobsweggemeinden einer aufgestellt wurde.
Der Pilgerweg hat sich bereits kurz nach der Eröffnung zur bedeutendsten touristischen Initiative des Weinviertels entwickelt.
Der Jakobsweg Weinviertel beginnt auf dem Heiligen Berg bei Mikulov Svatý kopeček u Mikulova in der südmährischen Stadt Mikulov im Okres Břeclav und führt zunächst über die österreichische Grenze in den niederösterreichischen Bezirk Mistelbach in die Gemeinde Drasenhofen mit der Pfarrkirche Sankt Veit und den Ortschaften Kleinschweinbarth und Stützenhofen zu der 1069 erstmals urkundlich erwähnten barocken Pfarrkirche Falkenstein.
Vorbei am Galgenberg mit 425 m ü. A. und der Stadt Poysdorf erreicht man die von Donato Felice d’Allio 1740 bis 1751 erbaute Wallfahrtskirche Maria Bründl in Wilhelmsdorf.
Das nächste Ziel ist die Wallfahrtskirche Maria Rast in der Bezirkshauptstadt Mistelbach, der nach Krems und Stockerau drittgrößten Stadt entlang des Weinviertler Jakobsweges.
Der Pilgerweg durchquert den Leiser Wald in den Leiser Bergen mit den Gemeinden Asparn, Gnadendorf, Ladendorf und Niederleis und erreicht auf dem Buschberg mit 491 m ü. A. seinen höchsten Punkt, bevor er mit der Wallfahrtskirche Maria Oberleis in der Gemeinde Ernstbrunn den Bezirk Korneuburg erreicht. Der Oberleiser Berg ist ein Gebiet, wo bereits zweitausend Jahre vor Christus Menschen ansässig wurden. Um fünfhundert vor Christus siedelten dort die Kelten und ein römischer Wachturm des Donaulimes datiert mit dem Jahr 100 nach Christus.

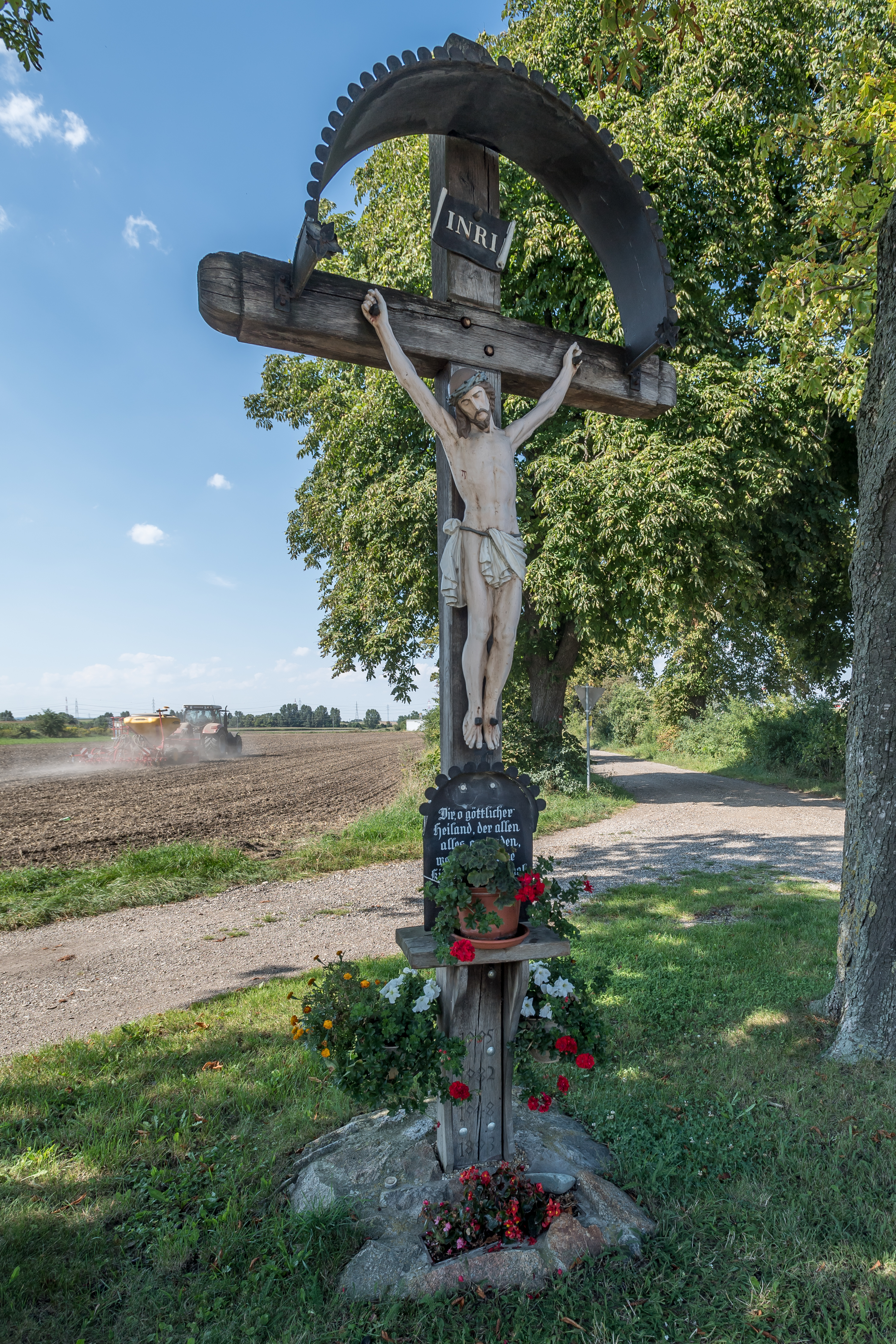
Wegkreuz bei Stockerau am Jakobsweg Weinviertel

Ab Ernstbrunn gibt es zwei Möglichkeiten, nach Karnabrunn zu gelangen: 1) direkt und auf Naturwegen und Wald am Rohrwaldweg 633 oder 2) weiter und zumeist über Straßen und Feldwege über Großrußbach und weiter über die Ortschaft Weinsteig zur Dreifaltigkeitskirche in Karnabrunn. Bei der Kapelle auf dem Michelberg in der Ortschaft Haselbach in der Marktgemeinde Niederhollabrunn wird auf 409 m ü. A. auf dem Weg durch den zur Marktgemeinde Harmannsdorf gehörenden Rohrwald wieder einer der höchstgelegenen Punkte des Weges passiert. Der mit 388 m ü. A. etwas niedrigere Waschberg befindet sich in der Gemeinde Leitzersdorf, wo im Ortszentrum eine Jakobskirche steht, deren ältester Bauteil aus dem Jahr 1200 stammt.
Die Stadt Stockerau ist nach Krems die zweitgrößte Stadt auf dem Weinviertler Jakobsweg und gleichzeitig die größte Stadt des Weinviertels. Sie verfügt über eine sehenswerte Altstadt mit der dem heiligen Stefan geweihten barocken Stadtpfarrkirche mit dem höchsten Kirchturm Niederösterreichs.
Die nächsten bemerkenswerten Orte sind Hausleiten mit der Pfarrkirche, die der heiligen Sankt Agatha geweiht ist, Stetteldorf am Wagram mit der dem heiligen Johannes dem Täufer geweihten Kirche, Absdorf mit der Mauritius-Kirche und Königsbrunn am Wagram. Die Wallfahrtskirche Maria Trost ist weithin sichtbar. Von dort führt der Jakobsweg nach Engelmannsbrunn und weiter nach Fels am Wagram mit der Margareta Kirche.
Während Feuersbrunn zur Marktgemeinde Grafenwörth gehört, ist Etsdorf mit der 1230 erstmals urkundlich erwähnten Jakobskirche eine Katastralgemeinde der Marktgemeinde Grafenegg. Wenige Kilometer nach Etsdorf verlässt der Jakobspilgerweg über eine Kamp-Brücke das Weinviertel Richtung Waldviertel, wo man bis kurz vor Brunn im Felde (Jakobskirche, 1355 erstmals urkundlich erwähnt) in der Gemeinde Gedersdorf westlich entlang des Kamp wandert.
Kurz vor der Stadt Krems steigt der Weg noch einmal leicht an und führt oberhalb der Marktgemeinde Rohrendorf nach Krems an der Donau, wo sich in der Fußgängerzone die den Heiligen Jakobus und Philippus geweihte Bürgerspitalkirche befindet. Den Anschluss an den Jakobsweg Österreich Abschnitt Göttweig-Melk (Wachauer Jakobsweg) erreicht man über die nach Mautern an der Donau führende Donaubrücke westlich von Krems.

## Projektdarstellung

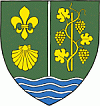
Wappen von Gedersdorf mit Jakobsmuschel

Das Projekt Jakobsweg Weinviertel - Auf den Spuren des Weinviertler Pilgerweges wurde vom Bischofsvikar Matthias Roch und Landtagspräsident Edmund Freibauer im Sommer 2007 in Santiago de Compostela beziehungsweise im Jänner 2008 im Weinviertel initiiert.
Vorangegangen waren bereits ab 2003 Wallfahrten zu den bekannten Wallfahrtsstätten im Weinviertel, die von verschiedenen Pfarren aus organisiert wurden. Federführend in der Interessengemeinschaft Jakobsweg Weinviertel war das Bildungshaus Großrußbach des Vikariats Unter dem Manhartsberg der Erzdiözese Wien.
Schließlich wurde ein Leader+-Projekt über die vier Leaderregionen „Wachau-Dunkelsteiner Wald“, „Kamptal-Wagram“, „Weinviertel-Donauraum“ und „Weinviertel-Ost“ eingereicht, genehmigt und umgesetzt. Als Projektkosten wurden etwa 110 T€ veranschlagt. Die Eröffnung fand am Ostermontag 2010 in Großrußbach statt.